# 8021 Walter
8021 Walter è un asteroide della fascia principale. Scoperto nel 1990, presenta un'orbita caratterizzata da un semiasse maggiore pari a 2,3686576 UA e da un'eccentricità di 0,2249106, inclinata di 23,80862° rispetto all'eclittica.